# 大阪府チャレンジ登山大会
大阪府チャレンジ登山大会（おおさかふチャレンジとざんたいかい）は、毎年4月第2日曜日に大阪府で開催されるイベント。

## 沿革
- トレイルラン（山岳マラソンの部）とスカイウォーク（登山の部）の2種目で行われる。
- 但し第46回大会（当初2020年4月12日開催予定）は、2019新型コロナウイルスの日本における感染症拡大による影響で、約7か月後の2020年11月8日へ延期・決行となった[1]。

## コース
- 大体がダイヤモンドトレール（通称ダイトレ）のコースを使用する。
- 葛城市ゆうあいステーション・ふれあい広場（スタート地点・近鉄南大阪線・当麻寺駅徒歩20分）→二上山→竹之内峠→大日池→平石峠→岩橋山→持尾辻→大和葛城山（スカイウォーク初級ゴール地点・14Km）→水越峠→金剛山・一の鳥居（スカイウォーク中級ゴール地点・21Km）→伏見峠→久留野峠→中葛城山→高谷山→千早峠→神福山→行者杉峠→ブンダ谷・タンボ山→紀見峠→南海高野線・紀見峠駅前（トレイルラン及びスカイウォーク上級ゴール地点・全長36Km）
  - かつて第38回（2012年）迄スタート地点は、道の駅ふたかみパーク當麻（近鉄南大阪線・二上神社口駅徒歩15分）だったが、第39回（2013年）から上述の地点に変更されている。
  - かつて第41回（2015年）迄ゴール地点は、南海高野線・天見駅前だったが、第42回（2016年）から上述の地点に変更されている。

## トレイルランの部 優勝者
| #      | 開催日     | 男子      | 記録    | 女子       | 記録    | 壮年男子  | 記録    |
| ------ | ---------- | --------- | ------- | ---------- | ------- | --------- | ------- |
| 第46回 | 2020/11/08 | 土井 陵   | 3:31:47 | 山本可奈子 | 4:36:32 | 河畑 和宏 | 3:57:17 |
| 第45回 | 2019/4/14  | 土井 陵   | 3:24:58 | 錦織美智子 | 4:36:31 | 武田 直樹 | 3:46:17 |
| 第44回 | 2018/4/08  | 中根 孝太 | 3:25:52 | 木下 久美  | 4:20:02 | 原 良和   | 3:32:59 |
| 第43回 | 2017/4/09  | 中根 孝太 | 3:32:04 | 岡本 恵子  | 4:33:44 | 川前 紀尚 | 3:56:57 |
| 第42回 | 2016/4/10  | 大杉 哲也 | 3:16:40 | 吉住 友里  | 3:54:14 | 武田 直樹 | 3:36:14 |
| 第41回 | 2015/4/12  | 大杉 哲也 | 3:13:26 | 岡本 恵子  | 4:28:15 | 武田 直樹 | 3:49:18 |
| 第40回 | 2014/4/13  | 大杉 哲也 | 3:19:16 | 岡本 恵子  | 4:33:15 | 武田 直樹 | 3:33:42 |
| 第39回 | 2013/4/14  | 大杉 哲也 | 3:18:45 | 坂根充紀栄 | 4:06:23 | 三原 謙二 | 3:46:02 |
| 第38回 | 2012/4/08  | 大杉 哲也 | 3:14:45 | 福井 愛    | 4:44:18 | 谷北 勇二 | 3:59:12 |
| 第37回 | 2011/4/09  | 大杉 哲也 | 3:29:37 | 野村 泰子  | 4:17:09 | 石塚 正史 | 3:50:40 |
| 第36回 | 2010/4/10  | 武田 直樹 | 3:38:11 | 野村 泰子  | 4:23:45 | 岩田 賢一 | 3:59:21 |

## 関連団体
主催
- 大阪府山岳連盟

後援
| - 大阪府 - 太子町 - 河南町 - 千早赤阪村 - 河内長野市 - 葛城市 | - 富田林市 - 道の駅 ふたかみ當麻 - 財団法人 大阪体育協会 - 社団法人 日本山岳協会 - 近畿日本鉄道株式会社 - 南海電気鉄道株式会社 | - 朝日新聞 大阪本社 - 日刊スポーツ新聞社 - 大阪日日新聞社 |

協賛
- 株式会社モンベル